# Rusk
Rusk település az Amerikai Egyesült Államok Texas államában, Cherokee megyében, melynek megyeszékhelye is. Lakosainak száma 5285 fő (2020. április 1.).

## Népesség
A település népességének változása:

| 2010 | 5 551 |
| 2020 | 5 285 |